# Suspension training
Le terme Suspension training désigne une approche de la musculation qui utilise un système de cordes et de sangles appelé suspension trainer pour permettre aux utilisateurs de travailler en utilisant leur propre poids. 

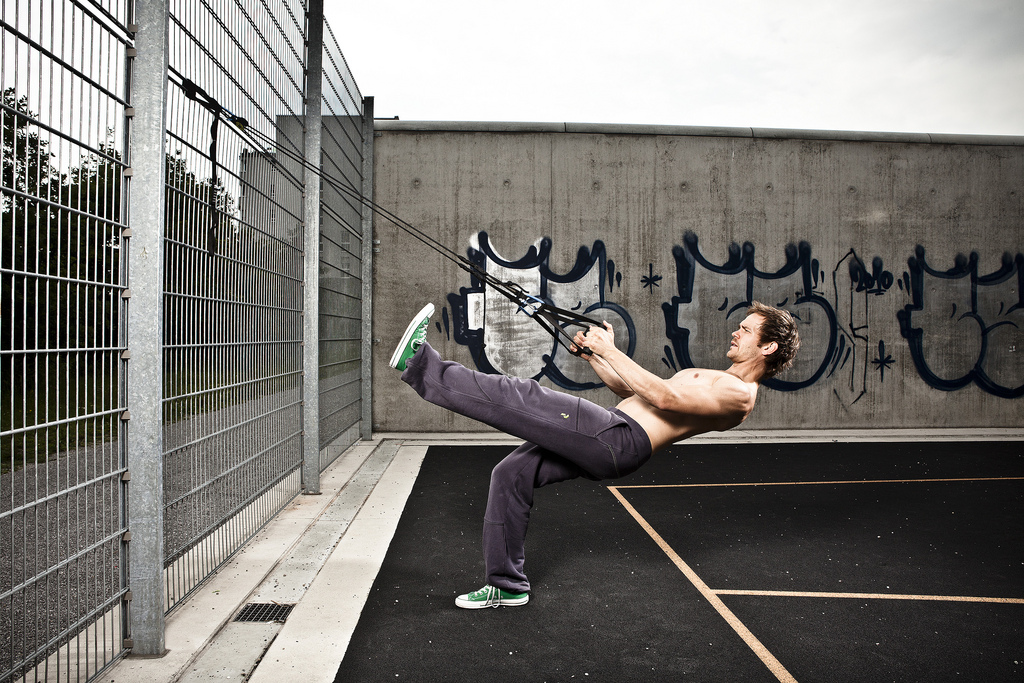
entraînement en plein air avec un harnais

## Description

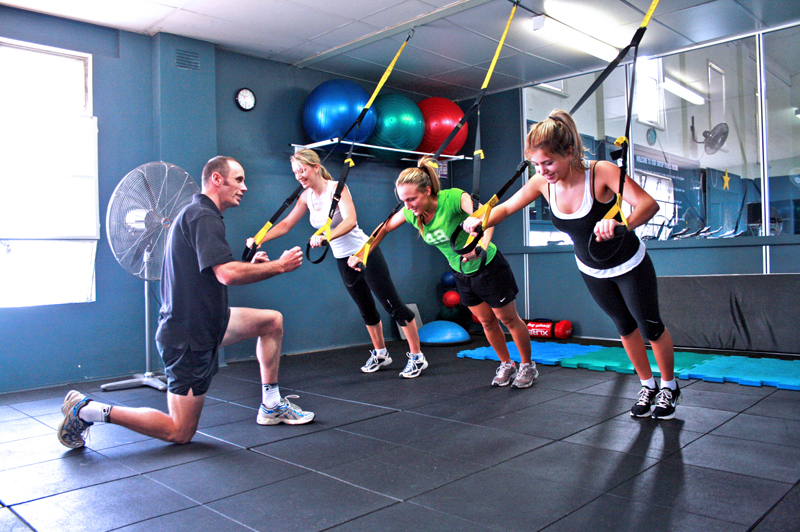
Entraînement en suspension de groupe.

Le suspension training  est une forme de musculation qui consiste à exploiter le poids de son corps. Ce type d'entrainement comprend une grande variété de mouvements et d'exercices multi-plans. Le but est de développer simultanément force, équilibre, flexibilité et stabilité des articulations. L'entraînement en suspension développe la force physique tout en utilisant des mouvements fonctionnels et des positions dynamiques. Le training par suspension s’appuie entre autres sur le caractère instable des positions. Le terme actuel « suspension training » est une marque commerciale de Fitness Anywhere (société qui édite le TRX).

### Utilisation
Le dispositif est généralement composé d'une sangle pliée en deux, avec des poignées à ses extrémités. Pour être correctement utilisé, le dispositif doit simplement être ancré à un point fixe (porte, arbre, poutre, mur, galerie de voiture... ). Les poignées sont indifféremment utilisés pour se suspendre avec les pieds ou les mains.
On retrouve une grande variété d'exercices dérivés de la musculation sans matériel. Par exemple, les pompes peuvent être effectuée en suspendant les mains ou les pieds.
La difficulté est augmentée car le dispositif de suspension apporte une instabilité qu'il faut compenser.

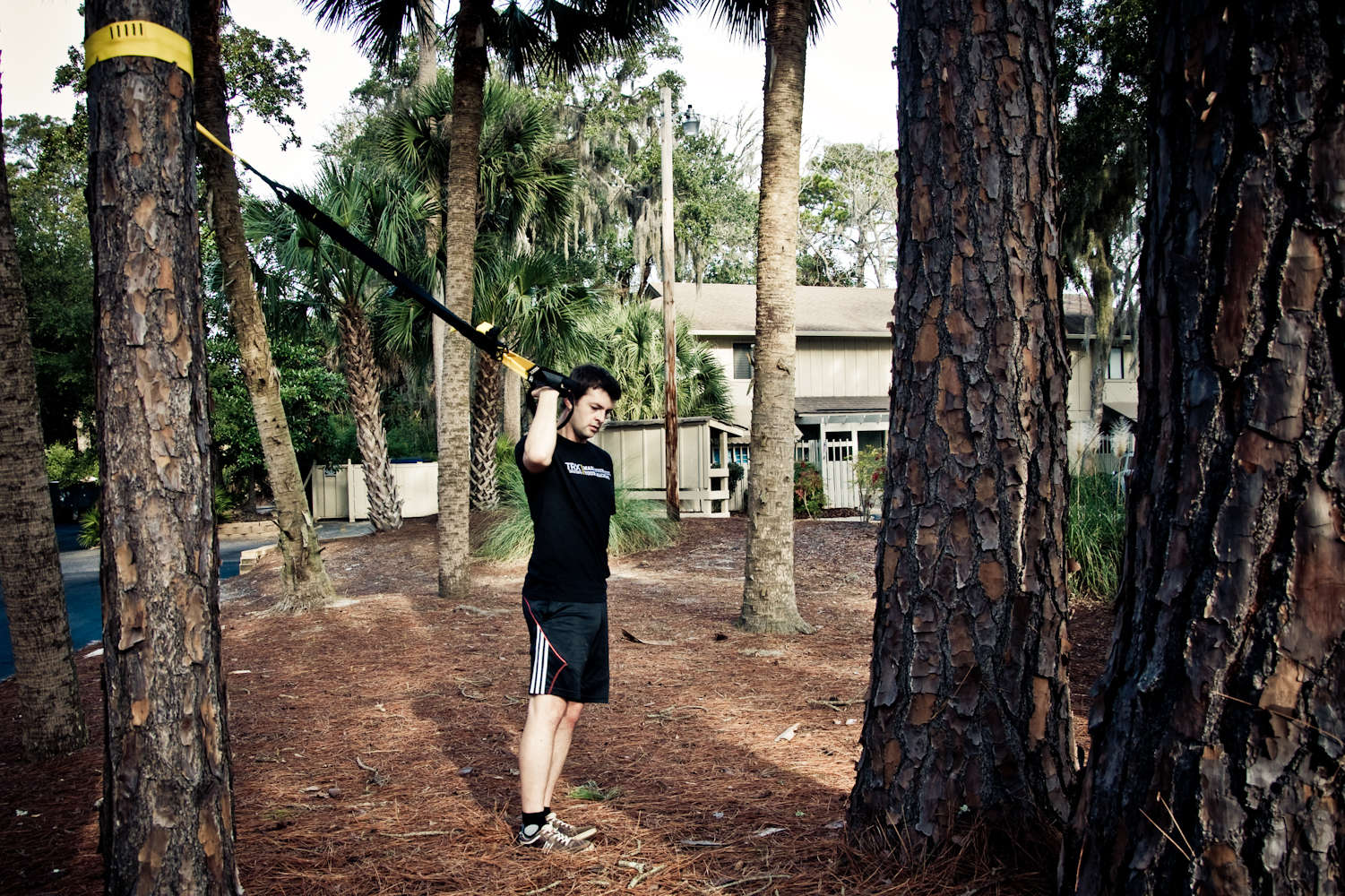
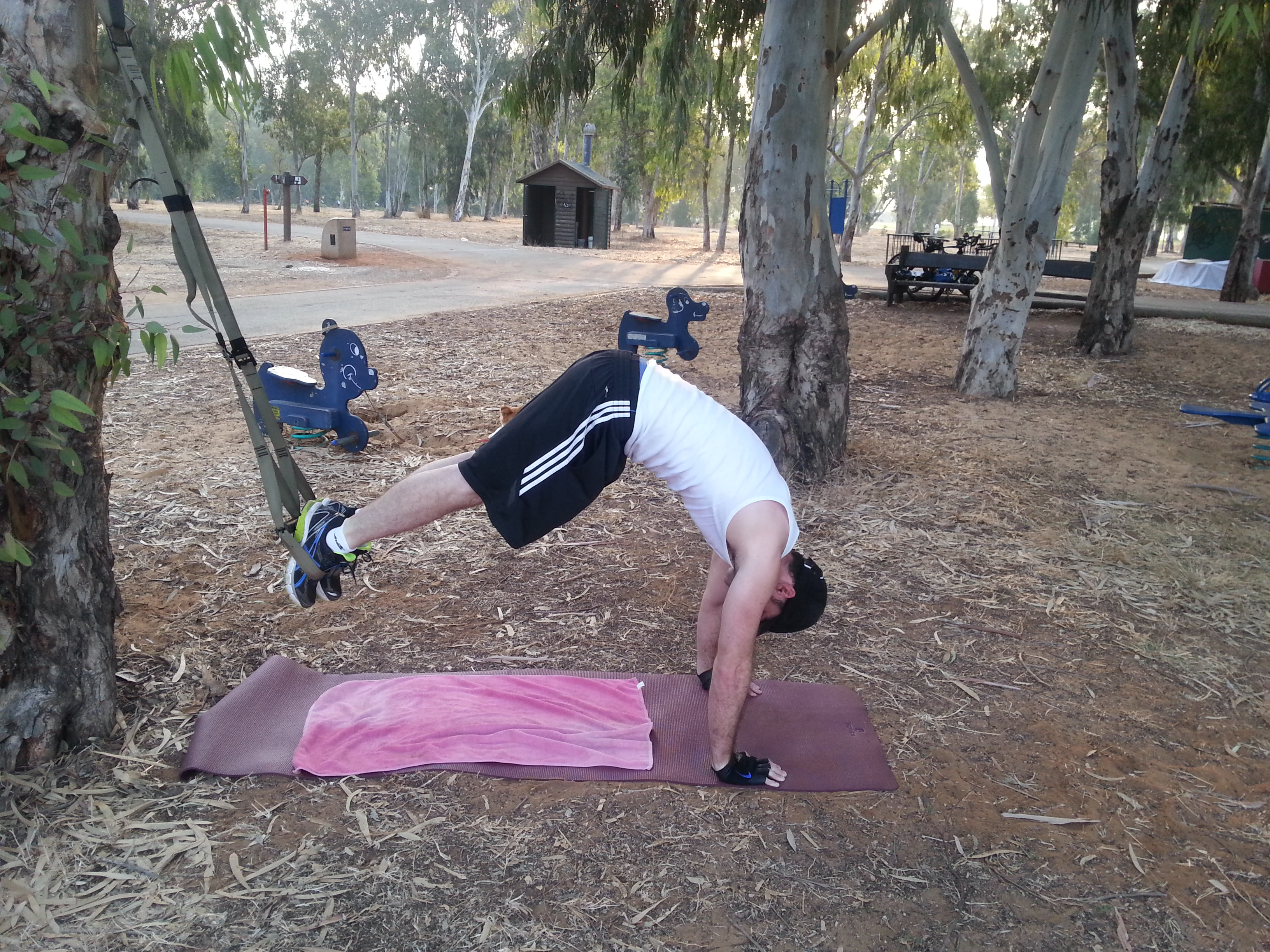
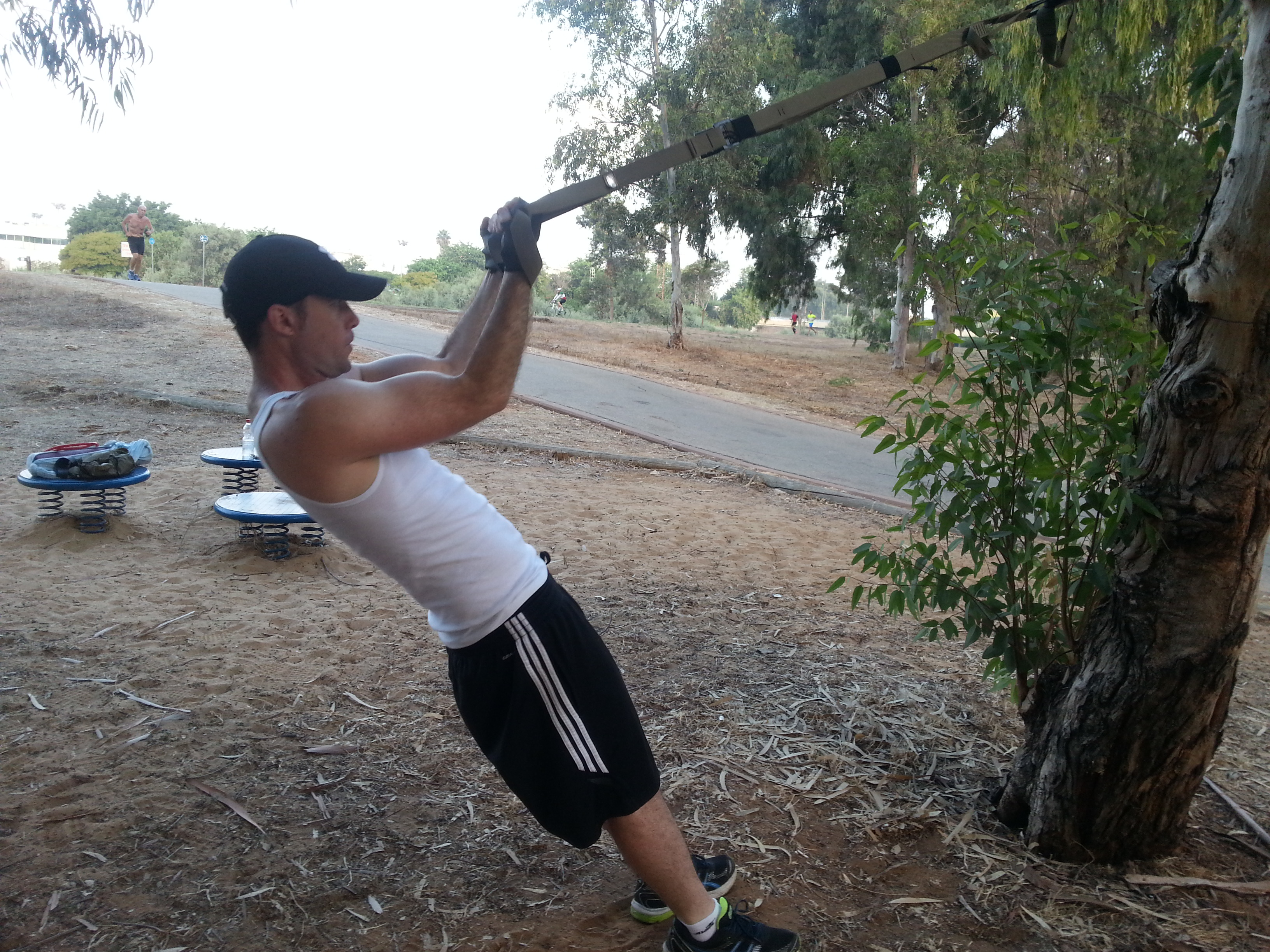
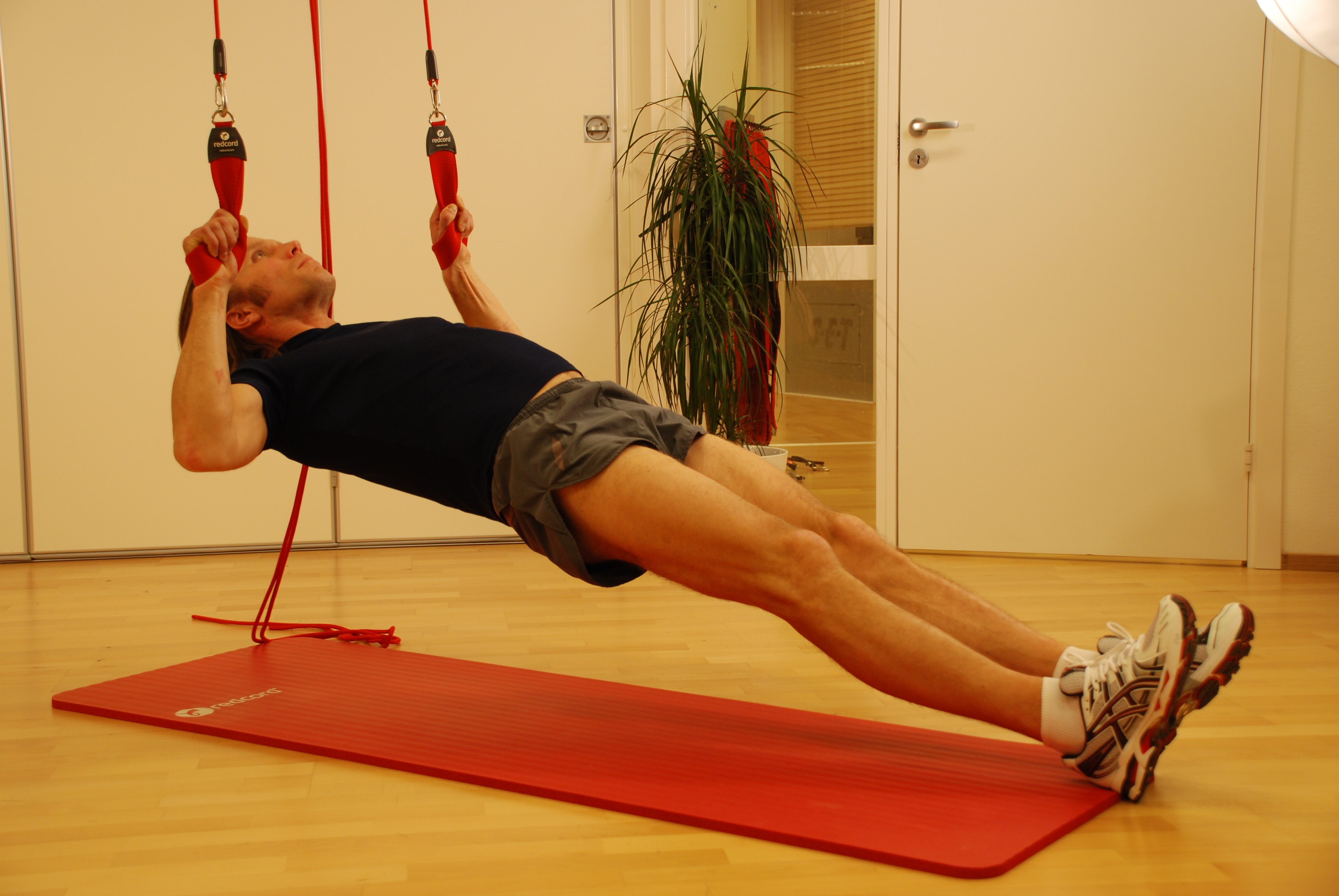
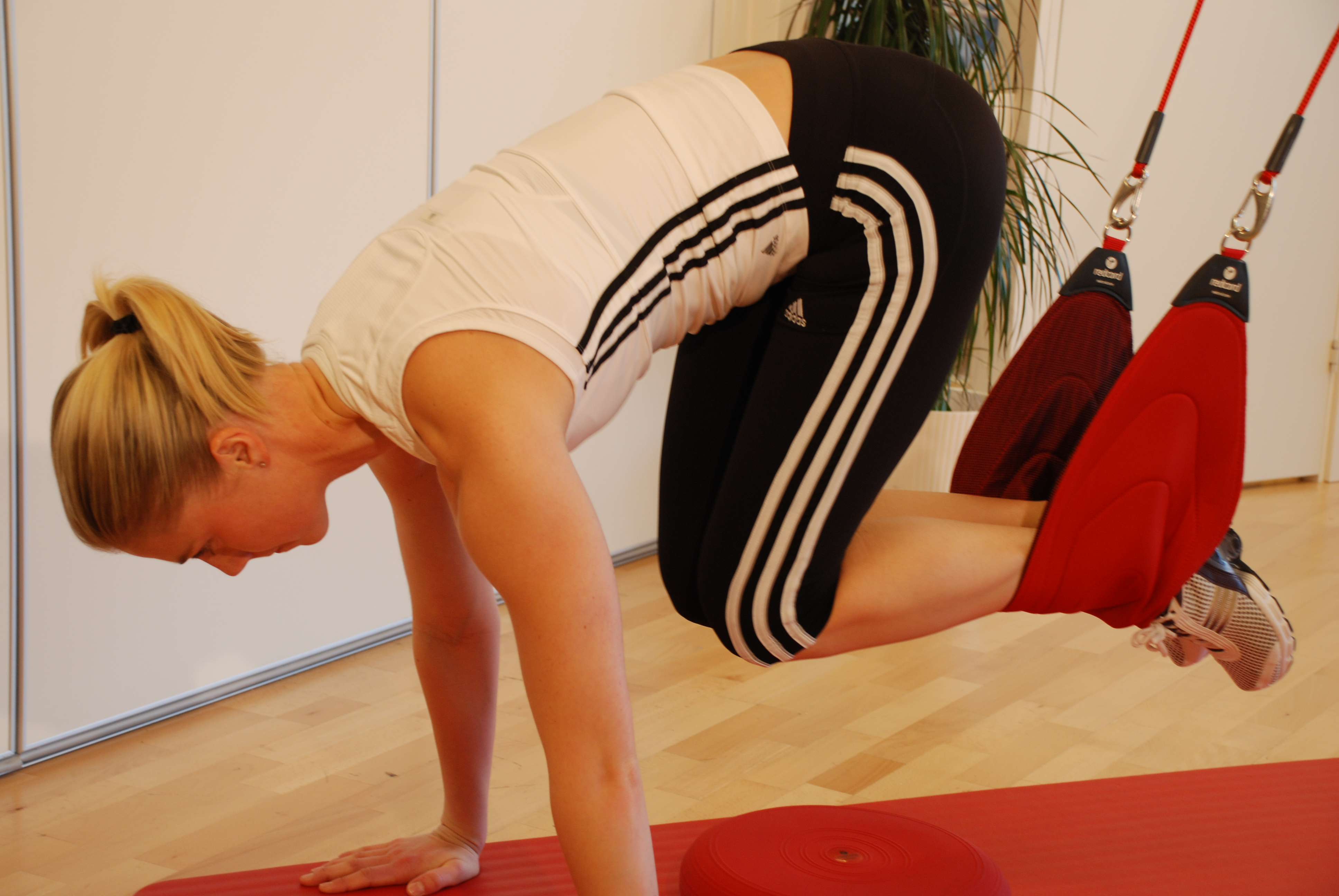

## Histoire
L'entraînement à la corde existe depuis les années 1800. 
Randy Hetrick, ancien militaire de Navy Seal et diplômé d'un MBA de Stanford, a mis au point l’équipement Total Resistance eXercise (TRX) et les exercices de musculation en suspension associés dans les années 1990. Il a commencé à le commercialiser en 2005.
L'objectif était d'avoir un dispositif de musculation complet, et compact qui puisse être emporté et utilisé partout.
Kurt Dasbach, ancien footballeur professionnel au Chili, a découvert, tandis qu'il jouait en Amérique du Sud, un ancien système de conditionnement physique andin utilisant des cordes[citation nécessaire]. Il a développé un produit concurrent, Inkaflexx, à peu près au même moment. Inkaflexx a depuis fermé ses portes, mais TRX continue d’affecter 60 millions de dollars[De quoi ?] par an. 
En 2008, Mark Hammond et Pete Faulkner, ex-entraîneur du Bristol City FC, ont mis au point le système à deux sangles FKPro. En 2009, Fabio Martella MMA Coaching a rédigé le premier manuel technique TRX en Italie.[réf. nécessaire]

Une autre possibilité apparait : l'aeroSling ELITE made in Germany. Ce dernier à la particularité d'utiliser un système de poulieInterprétation abusive ?. Le système d'entraînement d'isométrie / suspension Hook de Sierra Exercise Equipment permet à l'utilisateur de l'utiliser pour la formation de suspension ou la formation d'isométrie. Au fil du temps des évolutions continu aussi bien sur le TRX et d'autres sociétés améliorant leurs conceptions afin de minimiser les risques.[incompréhensible]
Les partisans du suspension training soutiennent que ce type d'entrainement développe la force du corps ainsi que la stabilité des articulations et des muscles, réduisant ainsi les risques de blessure. Hetrick  createur du TRX déclare que « les gens qui aiment le yoga et le Pilates ont tendance à aimer TRX car il y a des points communs. Mais c'est aussi le cas pour les coureurs, les cyclistes ou quiconque est un athlète d'endurance et veut plus de musculation. »   Cependant, certains analystes craignent que l’instabilité des sangles de suspension n’entraîne un risque de blessure, en particulier chez les personnes qui ont des antécédents de blessures aux articulations ou au dos ou qui ont une force de base insuffisante. Fabio Comana, chercheur à l'American Council on Exercise, une association à but non lucratif, déclare que l'entraînement en suspension peut être efficace pour les athlètes bien conditionnés et les adeptes de la gym qui entraînent régulièrement leur base.[citation nécessaire]